# Delphastus amazonensis
Delphastus amazonensis (лат.) — вид божьих коровок рода Delphastus из подсемейства Microweiseinae. Неотропика: Колумбия (Amazonas).

## Описание
Мелкие жуки (длина от 1,4 до 1,6 мм), по форме удлинённые, овальные. Голова светло-желтовато-красная. Пронотум светло-желтовато-красный, с диффузной темной зоной на диске к основанию. Надкрылья темные красновато-коричневые. Нижняя сторона с мезо-, метастернумом и брюшком светло-красновато-коричневая. Голова не очень блестящая с мелкими, редкими точками, переднеспинка с перемежающимися мелкими и крупными перемежающимися точками слабо различающегося размера, надкрылья без точек или с незаметными точками. Надкрылья желтовато-коричневое, 12 длинных волосков на базальной 1/4 надкрылий, 12 коротких на латеральном крае.